# Thilo Kehrer
Jan Thilo Kehrer (phát âm tiếng Đức: [ˈtiːlo ˈkeːʁɐ]; sinh ngày 21 tháng 9 năm 1996) là một cầu thủ bóng đá chuyên nghiệp người Đức hiện đang thi đấu ở vị trí hậu vệ cho câu lạc bộ AS Monaco tại Ligue 1 và Đội tuyển bóng đá quốc gia Đức. Anh có thể thi đấu ở cả vị trí hậu vệ lẫn trung vệ.

## Sự nghiệp câu lạc bộ

### Schalke 04
Kehrer là một cầu thủ trẻ tiêu biểu từ lò đào tạo Schalke 04. Anh ra mắt tại Bundesliga vào ngày 6 tháng 2 năm 2015 trước VfL Wolfsburg. Trận đấu này kết thúc với tỉ số 3–0. Anh ghi bàn thắng đầu tiên cho câu lạc bộ vào ngày 1 tháng 4 năm 2017 tại trận Revierderby gặp Borussia Dortmund trên sân nhà sau khi ghi bàn thắng gỡ hòa 1–1.
Vào ngày 5 tháng 5 năm 2018, anh ghi hai bàn khi Schalke 04 giành vị trí thứ hai tại Bundesliga vào mùa giải 2017–18 và vị trí tham gia UEFA Champions League vào mùa giải 2018–19.

### Paris Saint-Germain
Vào ngày 16 tháng 8 năm 2018, Kehrer chuyển đến Paris Saint-Germain với mức giá 37 triệu euro.
Vào ngày 10 tháng 4 năm 2019, Kehrer ghi bàn thắng đầu tiên cho Paris Saint-Germain trong trận đấu với Strasbourg kết thúc với tỷ số 2–2. Anh ghi bàn thắng thứ hai cho câu lạc bộ trong chiến thắng 2–1 trước Nantes vào ngày 4 tháng 2 năm 2020. Vào ngày 24 tháng 7 năm 2020, trong trận chung kết Coupe de France, Kehrer dính chấn thương và được thay thế bởi Colin Dagba. PSG tiếp tục giành chiến thắng trong trận này với tỷ số 1–0.
Vào ngày 7 tháng 11 năm 2020, Kehrer bị chấn thương trong trận đấu với Rennes. Anh đã phải nghỉ thi đấu từ 3 đến 4 tháng do chấn thương cơ nội chuyển. Anh hồi phục nhanh hơn dự kiến và đã ra sân trở lại sau khi vào sân thay người trong chiến thắng 3–1 trước Manchester United ở vòng bảng UEFA Champions League vào ngày 2 tháng 12.

### West Ham United

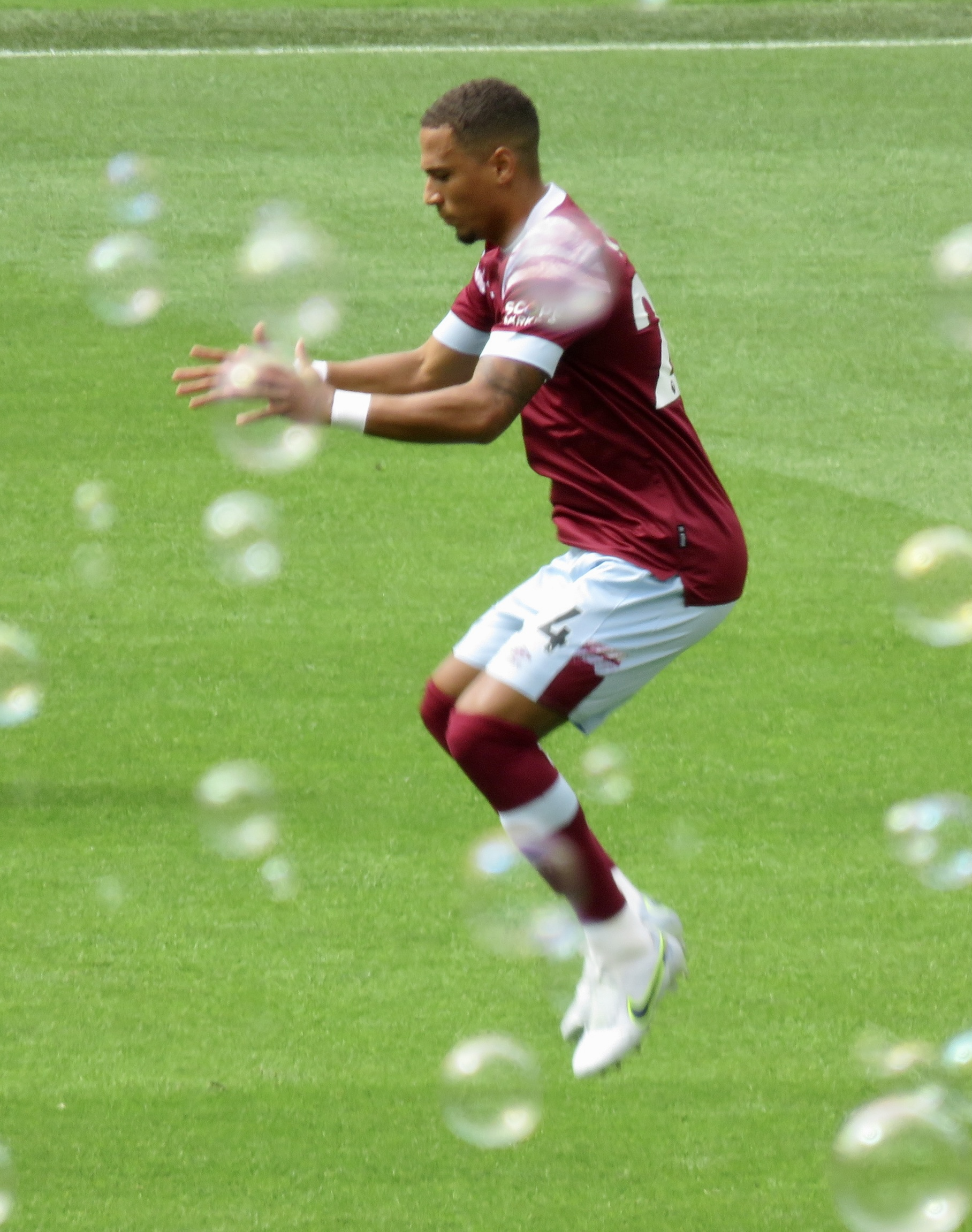
Kehrer trong một buổi tập luyện tại West Ham United

Vào ngày 17 tháng 8 năm 2022, Kehrer ký hợp đồng 4 năm với West Ham United kèm theo tùy chọn gia hạn thêm 2 năm. Phí chuyển nhượng được báo cáo là 10,1 triệu bảng. Anh ra mắt cho West Ham vào ngày 18 tháng 8 tại Europa Conference League trong chiến thắng 3–1 trên sân nhà trước Viborg khi vào sân thay cho Angelo Ogbonna.

#### Cho mượn tại Monaco
Vào ngày 5 tháng 1 năm 2024, Kehrer chuyển đến Monaco theo dạng cho mượn với tùy chọn mua đứt cho đến hết mùa giải 2023–24.

### Monaco
Sau khi giúp Monaco về đích chung cuộc ở vị trí thứ hai tại Ligue 1 và đủ điều kiện tham dự Champions League, Monaco đã mua đứt Kehrer từ West Ham United vào tháng 5 năm 2024. Anh chuyển đến câu lạc bộ theo hợp đồng 4 năm với mức phí được cho là khoảng 9,5 triệu bảng Anh.

## Sự nghiệp quốc tế
Kehrer từng là cầu thủ trẻ quốc tế của Đức. Anh đã giành vô địch U-21 châu Âu vào năm 2017 và đã giữ chức vụ đội trưởng tại những trận đấu của đội tuyển U-21 quốc gia Đức trong các trận đấu với Kosovo, Azerbaijan và Israel.
Kehrer được triệu tập vào đội tuyển quốc gia Đức lần đầu tiên vào ngày 29 tháng 8 năm 2018 cho trận mở màn UEFA Nations League 2018–19 của Đức với Pháp và trận giao hữu với Peru. Vào tháng 11 năm 2022, anh được HLV Hansi Flick triệu tập vào đội tuyển Đức tham dự World Cup 2022.

## Đời tư
Kehrer sinh ngày 21 tháng 9 năm 1996 ở Tübingen, Đức. Cha anh là người Đức và mẹ anh là người Burundi.
Kehrer hỗ trợ tổ chức hòa bình và phát triển Anstoß zur Hoffnung e.V. (tiếng Việt: Khởi đầu niềm hy vọng). Thông qua sự hỗ trợ của anh, những người có hoàn cảnh khó khăn về mặt xã hội ở quê hương anh tìm thấy hy vọng và hỗ trợ.
Anh có một cô con gái kể từ năm 2020.

## Thống kê sự nghiệp

### Câu lạc bộ
Tính đến 12 tháng 5 năm 2024
| Câu lạc bộ          | Mùa giải            | Giải vô địch        | Giải vô địch | Giải vô địch | Cúp quốc gia | Cúp quốc gia | Cúp Liên đoàn | Cúp Liên đoàn | Châu lục | Châu lục | Khác | Khác | Tổng cộng | Tổng cộng |
| Câu lạc bộ          | Mùa giải            | Hạng đấu            | Trận         | Bàn          | Trận         | Bàn          | Trận          | Bàn           | Trận     | Bàn      | Trận | Bàn  | Trận      | Bàn       |
| ------------------- | ------------------- | ------------------- | ------------ | ------------ | ------------ | ------------ | ------------- | ------------- | -------- | -------- | ---- | ---- | --------- | --------- |
| Schalke 04 II       | 2015–16             | Regionalliga        | 19           | 0            | —            | —            | —             | —             | —        | —        | —    | —    | 19        | 0         |
| Schalke 04          | 2015–16             | Bundesliga          | 1            | 0            | 0            | 0            | —             | —             | 0        | 0        | —    | —    | 1         | 0         |
| Schalke 04          | 2016–17             | Bundesliga          | 16           | 1            | 1            | 0            | —             | —             | 8        | 0        | —    | —    | 25        | 1         |
| Schalke 04          | 2017–18             | Bundesliga          | 28           | 3            | 5            | 0            | —             | —             | —        | —        | —    | —    | 33        | 3         |
| Schalke 04          | Tổng cộng           | Tổng cộng           | 45           | 4            | 6            | 0            | —             | —             | 8        | 0        | —    | —    | 59        | 4         |
| Paris Saint-Germain | 2018–19             | Ligue 1             | 27           | 1            | 5            | 0            | 1             | 0             | 7        | 0        | 0    | 0    | 40        | 1         |
| Paris Saint-Germain | 2019–20             | Ligue 1             | 7            | 1            | 5            | 0            | 3             | 0             | 5        | 0        | 1    | 0    | 21        | 1         |
| Paris Saint-Germain | 2020–21             | Ligue 1             | 24           | 0            | 4            | 0            | —             | —             | 5        | 0        | 0    | 0    | 33        | 0         |
| Paris Saint-Germain | 2021–22             | Ligue 1             | 27           | 2            | 3            | 0            | —             | —             | 3        | 0        | 1    | 0    | 34        | 2         |
| Paris Saint-Germain | Tổng cộng           | Tổng cộng           | 85           | 4            | 17           | 0            | 4             | 0             | 20       | 0        | 2    | 0    | 128       | 4         |
| West Ham United     | 2022–23             | Premier League      | 27           | 0            | 1            | 0            | 0             | 0             | 10       | 0        | —    | —    | 38        | 0         |
| West Ham United     | 2023–24             | Premier League      | 4            | 0            | 0            | 0            | 3             | 0             | 5        | 0        | —    | —    | 12        | 0         |
| West Ham United     | Tổng cộng           | Tổng cộng           | 31           | 0            | 1            | 0            | 3             | 0             | 15       | 0        | —    | —    | 50        | 0         |
| Monaco (mượn)       | 2023–24             | Ligue 1             | 14           | 0            | 3            | 0            | —             | —             | —        | —        | —    | —    | 17        | 0         |
| Tổng cộng sự nghiệp | Tổng cộng sự nghiệp | Tổng cộng sự nghiệp | 194          | 8            | 27           | 0            | 7             | 0             | 43       | 0        | 2    | 0    | 273       | 8         |

1. ↑  Bao gồm DFB-Pokal, Coupe de France và FA Cup
2. ↑  Bao gồm Coupe de la Ligue và EFL Cup
3. 1 2  Ra sân tại UEFA Europa League
4. 1 2 3 4  Ra sân tại UEFA Champions League
5. 1 2  Ra sân tại Trophée des Champions
6. ↑  Ra sân tại UEFA Europa Conference League

### Quốc tế
Tính đến 20 tháng 6 năm 2023
| Đội tuyển quốc gia | Năm       | Trận | Bàn |
| ------------------ | --------- | ---- | --- |
| Đức                | 2018      | 4    | 0   |
| Đức                | 2019      | 3    | 0   |
| Đức                | 2020      | 2    | 0   |
| Đức                | 2021      | 7    | 0   |
| Đức                | 2022      | 8    | 0   |
| Đức                | 2023      | 3    | 0   |
| Tổng cộng          | Tổng cộng | 27   | 0   |

## Danh hiệu

### Câu lạc bộ
Paris Saint-Germain
- Ligue 1: 2018–19,[25] 2019–20,[26] 2021–22[27]
- Coupe de France: 2019–20,[28] 2020–21[29]
- Coupe de la Ligue: 2019–20
- Trophée des Champions: 2019[30]
- Á quân UEFA Champions League: 2019–20[31]

West Ham United
- UEFA Europa Conference League: 2022–23[32]

### Quốc tế
U-21 Đức
- Giải vô địch bóng đá U-21 châu Âu: 2017[33]